# جنيفر راسيل
جنيفر راسيل (بالإنجليزية: Jennifer Russell)‏ هي لاعبة كرة مضرب أمريكية، ولدت في 7 أغسطس 1978 في هيوستن في الولايات المتحدة.

## وصلات خارجية
- جنيفر راسيل على موقع رابطة محترفات التنس (الإنجليزية)
- جنيفر راسيل على موقع الاتحاد الدولي لكرة المضرب (الإنجليزية)